# STL (formato di file)
STL (STereo Lithography interface format o acronimo di "Standard Triangulation Language"  o in alternativa "Standard Tessellation Language") è un formato di file, binario o ASCII, nato per i software di stereolitografia CAD. È utilizzato nella prototipazione rapida (rapid prototyping) attraverso software CAD.
Un file .stl rappresenta un solido la cui superficie è stata discretizzata in triangoli. Esso consiste delle coordinate X, Y e Z ripetute per ciascuno dei tre vertici di ciascun triangolo, con un vettore per descrivere l'orientazione della normale alla superficie.
Il formato STL presenta dei vantaggi quali la semplicità, in quanto risulta molto facile da generare e da processare, mentre a suo sfavore presenta una geometria approssimata e la sua struttura dati, che pur risultando semplice, può presentare la ripetizione dello stesso vertice più volte.
I file in formato STL possono essere visualizzati o corretti con strumenti open source come MeshLab o commerciali.

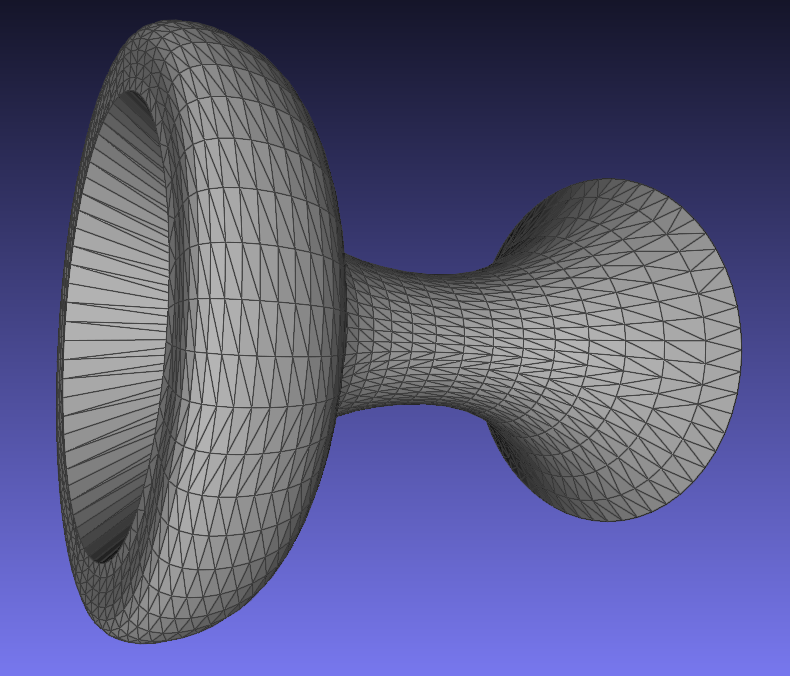
Esempio di file .STL

Il formato STL è uno dei principali formati usati nell'ambito della stampa 3D.

## Codifica
La codifica può essere in formato ASCII, più facilmente interpretabile da un umano, ma più pesante o in formato binario, più leggero ma di difficile interpretazione. Lo stesso file esportato in ASCII occuperebbe 11 MB, se esportato in binario 3 MB.
Esempio di file con codifica ASCII:
```
solid name
facet normal ni nj nk
    outer loop
        vertex v1x v1y v1z
        vertex v2x v2y v2z
        vertex v3x v3y v3z
    endloop
endfacet
endsolid name

```

Esempio di file con codifica binaria:
```
UINT8[80] – Header
UINT32 – Number of triangles

foreach triangle
REAL32[3] – Normal vector
REAL32[3] – Vertex 1
REAL32[3] – Vertex 2
REAL32[3] – Vertex 3
UINT16 – Attribute byte count
end

```

## Normale
Il vettore normale alla superficie di ciascun triangolo è il vettore che punta verso l'esterno del solido. È definito mediante la regola della mano destra, in base all'ordine dei vertici del triangolo.

## Storia
il formato .STL è stato inventato da Chuck Hall, fondatore di 3D Systems nel 1987. Il formato è stato creato con l'intento di creare un formato utilizzabile per le prime stampanti 3D brevettate da 3D Systems. Il formato è rimasto inalterato per 22 anni. Nel 2009 è stata pubblicata la versione STL 2.0.

## STL color
Il formato stl standard non supporta la definizione di colore, ma esistono particolari varianti che permettono di attribuire un colore in formato RGBA (Red Green Blue Alpha).